# Magno Malta
Magno Pereira Malta (Macarani, 16 de outubro de 1957) é um pastor evangélico, cantor e político brasileiro, filiado ao Partido Liberal (PL). Foi senador pelo Espírito Santo de 2003 a 2019 e eleito novamente em 2022.
Ingressou na vida pública em 1993, quando foi eleito vereador, e posteriormente foi deputado estadual e federal. Foi membro do Partido Trabalhista Brasileiro (PTB), do Partido Liberal (PL), onde foi eleito como senador, em 2002, do Partido do Movimento Democrático Brasileiro (PMDB) e Partido Social Trabalhista (PST), antes de se filiar ao PR, atual Partido Liberal (PL). Ficou conhecido por ser presidente da Comissão Parlamentar de Inquérito sobre narcotráfico, enquanto deputado federal, e por presidir a Comissão da Pedofilia, no Senado Federal. Nas eleições de 2018, não conseguiu se reeleger como senador, ficando em terceiro lugar na disputa, mas voltou a ser eleito ao Senado nas eleições de 2022.

## Biografia
Magno Pereira Malta nasceu na cidade de Macarani, no estado da Bahia, em 16 de outubro de 1957. Tornou-se pastor evangélico e integrante da banda de pagode gospel Tempero do Mundo, começando sua carreira pública em 1993 como vereador em Cachoeiro de Itapemirim, no Espírito Santo. 

### Atuação parlamentar
Em 1994, foi eleito deputado estadual com 10.997 votos, pelo Partido Trabalhista Brasileiro (PTB), e em 1998 deputado federal com 54.754 votos, pelo mesmo partido. Durante o mandato foi presidente da Comissão Parlamentar de Inquérito (CPI) do Narcotráfico.
Em 2002, Malta foi eleito senador pelo Partido Liberal (PL), com 867.434 votos. Presidiu a CPI da Pedofilia no Senado.
Foi filiado, além de PTB e PL, ao PMDB (em 1995) e ao PST em 2001. Atualmente, pertence ao PL.
Em 2010 foi o segundo colocado nas eleições para o Senado e, assim, com 1.285.177 (36,76%) dos votos válidos, foi reeleito senador do Espírito Santo. A outra vaga foi ocupada por Ricardo Ferraço (PMDB). Na eleição, Malta derrotou também a ex-candidata a vice-presidente na chapa com José Serra em 2002, Rita Camata (PSDB), que obteve apenas 375.510 votos.
Casou-se em 28 de março de 2013 com a cantora e deputada federal, Lauriete Rodrigues de Almeida, numa cerimônia privada, realizada em Guarapari, Espírito Santo.
Em 2016, foi um dos parlamentares que mais defendeu o impeachment contra Dilma Rousseff. Em seu discurso em agosto de 2016, afirmou que "a arrogância precede a ruína". Malta comparou o fim do mandato da mandatária a um "enterro de indigente" e finalizou seu discurso cantando "vai pra Porto Alegre e tchau". Durante seu voto a favor do impeachment, ele também afirmou que Dilma "deu o Brasil para Cuba".
Ainda no mesmo ano, seu perfil na Wikipédia foi adulterado por um computador localizado dentro do Senado Federal, e todos os seus escândalos contidos no verbete foram apagados.
Em dezembro de 2016, votou a favor da PEC do Teto dos Gastos Públicos. Em julho de 2017 votou a favor da reforma trabalhista.
Em outubro de 2017 votou contra a manutenção do mandato do senador Aécio Neves, mostrando-se favorável à decisão da Primeira Turma do Supremo Tribunal Federal no processo em que ele é acusado de corrupção e obstrução da justiça por solicitar dois milhões de reais ao empresário Joesley Batista.
Em 2019, divorciou-se de Lauriete.

### Aborto
Magno Malta é relator da Sugestão Legislativa n° 15 de 2014 que pretende regular a interrupção voluntária da gravidez, dentro das 12 primeiras semanas de gestação, pelo Sistema Único de Saúde. O tema já foi debatido em seis audiências públicas.
A sugestão é de autoria de um cidadão de São Paulo, enviada para o Portal e-Cidadania e obteve 20 mil apoios de outros internautas para ser debatida na Comissão de Direitos Humanos e Legislação Participativa. Mesmo 51% da população sendo favorável à proposta, o relatório do senador foi pela rejeição.

## Controvérsias

### PLC 122/2006
No dia 18 de outubro de 2007, em discurso na tribuna do Senado Federal, Magno Malta se opôs à aprovação do projeto de lei 122 de 2006, da então deputada Iara Bernardi, o qual criminaliza a homofobia de forma contestada por algumas denominações evangélicas e outros segmentos da sociedade. Para o senador, o projeto de lei puniria pastores e padres que proibissem "homossexuais de se beijarem dentro de igrejas", porque estariam discriminando o "gesto afetivo". Ele também disse que, caso os homossexuais tivessem um "ato sexual embaixo de sua janela", todos que discriminassem seu "gesto afetivo" iriam presos.

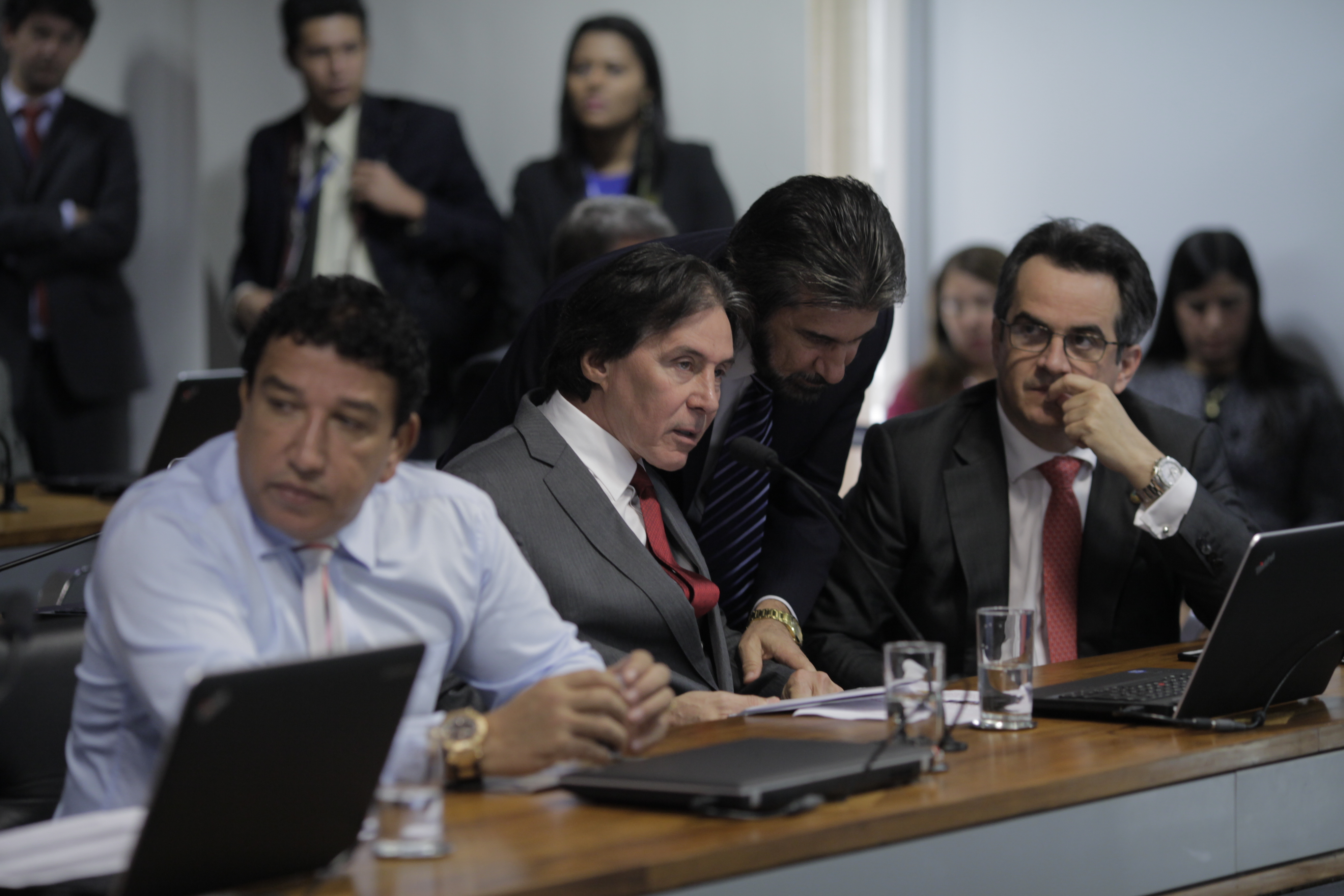
Magno Malta com Eunício Oliveira e Valdir Raupp

### Acusações de denúncia falsa e tortura
Em setembro de 2018, o ex-cobrador de ônibus Luiz Alves de Lima acusou o político de tê-lo torturado a ponto de quase ter sido morto, após acusá-lo de ter estuprado da própria filha. Magno Malta convocou a imprensa acusando o cobrador de estuprador, sendo apresentado pela mídia como o herói que denunciou o caso.
Face as provas que indicavam não ter havido violência contra a menor, Luiz Alves de Lima foi absolvido em 2016. Praticamente cego, devido as torturas que foi submetido, e sem condições de voltar a trabalhar, restou-lhe buscar indenização ao Estado, ficando com um pensão de R$ 2 mil mensais.

### Reeleição de 2010
Em 2010, Magno Malta se reelegeu focando sua campanha na CPI da pedofilia e na CPI do narcotráfico. A campanha recebeu críticas de pastores evangélicos e da Cúpula da Igreja Católica no Estado, que chegou a divulgar uma carta de protesto: “não concordamos que a dor, a humilhação e o sofrimento das crianças e adolescentes vítimas de abuso sexual e tráfico de drogas e de armas, sejam transformados em espetáculo para angariar votos”.
Dentre as maiores contribuições de campanha de Magno Malta estiveram empreiteiras e construtoras que doaram R$ 1.700.000 dos quase 3 milhões arrecadados (60% do total). O partido de Magno Malta, o PR, comandava o Ministério dos Transportes, órgão que contratava empreiteiras para realizar obras de grandes investimentos. Desde então, várias empresas que financiaram a campanha do Senador ganharam licitações questionadas pelo Tribunal de Contas da União, como a Contractor, Serveng e SA Paulista.

### Ministério dos Transportes
O chamado "escândalo do Ministério dos Transportes" revelou acertos entre empreiteiras com o PR, partido de Magno Malta, que receberia propinas em troca de obras superfaturadas.  O escândalo derrubou o ministro Alfredo Nascimento (PR-AM) e Geraldo Lourenço, diretor de Infraestrutura Ferroviária e diretor interino de Administração e Finanças do Departamento Nacional de Infraestrutura de Transportes (Dnit), indicado por Magno Malta. Outra indicação do senador no Ministério foi seu próprio irmão, Maurício Pereira Malta, para o cargo de chefia da assessoria parlamentar do Dnit, que cuida dos interesses dos parlamentares ligados às obras do Orçamento.

### Fala racista sobre Vinícius Junior
Em reação ao episódio de racismo sofrido pelo jogador brasileiro Vinícius Junior, no dia 21 de maio de 2023, quando o atleta foi chamado de "macaco" por torcedores do Valencia, na Espanha, Magno Malta satirizou o ocorrido durante sessão no Senado, em 23 de maio, declarando "Cadê os defensores da causa animal que não defendem o macaco?". A fala foi considerada racista e foi alvo de indignação, levando a reações no Congresso Nacional: o senador Fabiano Contarato (PT-ES) entrou com uma notícia-crime no Supremo Tribunal Federal solicitando a abertura de um inquérito policial contra Malta, e os congressistas da Federação PSOL REDE protocolaram um pedido no Conselho de Ética do Senado pedindo a cassação de seu mandato.

## Suspeitas de corrupção

### "Sanguessugas"
Em 2007, seu nome foi envolvido entre os políticos que desviaram recursos públicos destinados para compra de ambulâncias no Ministério da Saúde. A família Ventoin, dona da empresa Planam, afirmou ter dado um Fiat Ducato para Malta como parte do pagamento de propina pela apresentação e liberação de uma emenda parlamentar para aquisição de ambulâncias. Chegou a ser indiciado pela CPI dos Sanguessugas mas acabou absolvido na Comissão de Ética do Senado que seguiu o parecer do relator Demóstenes Torres, que orientava arquivamento por falta de provas, em 28 de novembro daquele ano, juntamente com os dois outros senadores acusados: Ney Suassuna e Serys Slhessarenko.

### Atos secretos
O nome de Magno Malta também aparece entre os beneficiados dos atos secretos que veio a público após uma série de denúncias sobre a não publicação de atos administrativos, tais como de nepotismo e medidas impopulares, por exemplo, a extensão da assistência odontológica e psicológica vitalícia a cônjuges de ex-parlamentares, foram noticiadas na mídia, em junho de 2009. Onde o então professor da Faculdade de Direito da UERJ, Gustavo Binenbojm afirmou "A não publicação é o caminho mais usado para a prática de improbidade administrativa.  Evita o conhecimento da sociedade e dos órgãos de controle. Provavelmente foi este o objetivo". Investigações internas do senado, motivadas pelas denúncias, apontou irregularidades em todos os contratos de prestação de mão de obra.

### Recebimento de valores não declarados
Em agosto de 2016, a Folha de S. Paulo publica trechos de e-mails enviados em 8 de setembro de 2014, indicando um suposto repasse de cem mil reais não declarados a Magno Malta. Nota fiscal referente a uma consultoria prestada à fabricante de móveis Itatiaia com valor superior ao que seria recebido (nota fria) seria utilizada para a operação. O senador negou, por nota à imprensa, o recebimento de dinheiro da Itatiaia e ressaltou não ter cometido crime algum, relacionando as acusações à exposição de sua imagem durante o impeachment de Dilma Rousseff.

## Discografia

### Solo
- ???? - "Panorama"
- ???? - "Eu Te Amo"
- 2005 - "Meu País"
- 2013 - "Samba pra Adorar"[carece de fontes?]

### Com a banda Tempero do Mundo
- 1998 - "Tempero do Mundo"[51]
- 2001 - "Pra Deus"[51]
- 2006 - "Louva Brasil"
- 2009 - "Festa"

### Com Lauriete
- 2018 - "Nosso Tributo"[52]

## Desempenho em Eleições
| Ano  | Eleição                              | Partido | Cargo             | Votos     | %      | Resultado  | Ref    |
| ---- | ------------------------------------ | ------- | ----------------- | --------- | ------ | ---------- | ------ |
| 1992 | Municipal de Cachoeiro de Itapemirim | PTB     | Vereador          | 767       | n/a    | Eleito     | [ 7 ]  |
| 1994 | Estaduais no Espírito Santo          | PTB     | Deputado Estadual | 10.997    | 1,10%  | Eleito     | [ 8 ]  |
| 1998 | Estaduais no Espírito Santo          | PTB     | Deputado Federal  | 59.706    | 4,93%  | Eleito     | [ 9 ]  |
| 2002 | Estaduais no Espírito Santo          | PL      | Senador           | 867.434   | 29,45% | Eleito     | [ 53 ] |
| 2010 | Estaduais no Espírito Santo          | PR      | Senador           | 1.285.177 | 36,76% | Eleito     | [ 54 ] |
| 2018 | Estaduais no Espírito Santo          | PR      | Senador           | 611.284   | 17,05% | Não Eleito | [ 3 ]  |
| 2022 | Estaduais no Espírito Santo          | PL      | Senador           | 821.189   | 41,95% | Eleito     | [ 55 ] |